# Otto Koellreutter
Otto Koellreutter (* 26. November 1883 in Freiburg im Breisgau; † 23. Februar 1972 ebenda) war ein deutscher Rechtswissenschaftler und Nationalsozialist.

## Leben
Otto Koellreutter studierte nach dem Besuch eines humanistischen Gymnasiums Rechtswissenschaften an den Universitäten Rom, Grenoble, Berlin und Freiburg. 1905 wurde er Rechtspraktikant, bevor er 1908 mit der Arbeit „Richter und Master. Ein Beitrag zur Würdigung des englischen Zivilprozesses“ an der Universität Freiburg promovierte. Ein Jahr später wurde er zum Regierungsassessor ernannt. Ebenfalls an der Universität Freiburg habilitierte er sich dann 1912 mit einer Untersuchung über „Verwaltungsrecht und Verwaltungsrechtsprechung im modernen England“.
Im Ersten Weltkrieg diente Koellreuter (zuletzt als Hauptmann der Reserve) an der Westfront im 3. Ober-Elsässischen Feldartillerie-Regiment Nr. 80 und wurde unter anderem mit dem Eisernen Kreuz I. Klasse, dem Ritterkreuz des Zähringer Löwens und dem Ritterkreuz des Karl-Friedrich-Verdienstordens ausgezeichnet.
Nach dem Krieg wurde Koellreutter zunächst 1918 in Freiburg und dann 1920 in Halle außerordentlicher Professor. Die dortige Ernennung zum ordentlichen Professor für Staats- und Verwaltungsrecht geschah noch im selben Jahr. 1921 folgte er einem Ruf an die Universität Jena; ab 1923 war er zudem als nebenamtlicher Richter am Thüringer Oberverwaltungsgericht tätig.
Schon in der Weimarer Republik vor der Zeit des Nationalsozialismus stand Koellreutter dem demokratischen System und insbesondere dem Parteienstaat kritisch gegenüber und trat für die Stärkung der Macht des Reichspräsidenten ein. Von 1921 bis 1926 war er Mitglied des Stahlhelms, von 1928 bis 1930 gehörte er der DVP an.
Die Reichstagswahlen vom 14. September 1930 führten Koellreutter als Sympathisanten „an die Seite des Nationalsozialismus“. Aus Anlass des Wahlergebnisses, das einen Anstieg des NSDAP-Stimmanteils von 2,6 auf 18,3 Prozent brachte, schrieb Koellreutter: Die Wahlen enthielten „das Aufbäumen vor allem der jüngeren Generation [...] gegen ein System, das keine Staatsidee kennt und dessen Bewährung in der Praxis immer mehr versagt hat.“ Er äußerte sich in der Schrift auch bereits antisemitisch. Er schloss sich der Auffassung von Rudolf Smend an, dass die „Ostjuden“ „ihrem Wesen nach zu einer integrierenden Funktion [in Deutschland] ungeeignet seien“ und kritisierte darüber hinaus die Zulassung deren Einwanderung als Eröffnung „weite[r] Möglichkeit“ zur „politischen und wirtschaftlichen Ausbeutung des deutschen Volkes“. Eine teilweise Distanz gegenüber dem Nationalsozialismus ließ Koellreutter aber noch erkennen. Im Sommer 1932 gehörte Koellreutter zu den Unterzeichnern eines Aufrufs von Hochschullehrern, bei der bevorstehenden Reichstagswahl die NSDAP zu wählen.
Zum 1. Mai 1933 trat Koellreutter der NSDAP bei (Parteinummer 2.199.595). Außerdem war er Mitglied der SA-Reserve II und einiger anderer Nebenorganisationen der NSDAP. Koellreutter selbst beanspruchte aber – im Kontext seiner Konkurrenz mit Carl Schmitt – bereits Mitte April 1933 NSDAP-Mitglied gewesen zu sein. Koellreutter und Schmitt waren führende Akteure der nationalsozialistischen Diskussion über die Selbstbezeichnung des NS als Rechtsstaat (Koellreutter war eindeutig dafür; Schmitt zog zeitweilig eine Aufgabe des Begriffs in Erwägung).
Unter dem nationalsozialistischen Regime war Koellreutter ein treuer und aktiver Anhänger der NS-Ideologie und avancierte zu einem der führenden Staatsrechtslehrer. 1933 erhielt er einen Lehrstuhl in München und wurde dort Dekan. Ebenso wurde er Mitglied der NS-Akademie für Deutsches Recht. 1934 publizierte er als „Theoretiker des Führerstaats“, so die Einschätzung von Ernst Klee, die Abhandlung Der deutsche Führerstaat und 1936 einen Grundriß der allgemeinen Staatslehre. Darin schrieb er unter anderem: „Der nationale Rechtsstaat als völkische Lebensordnung baut auf dem Volke auf, dessen Erhaltung in seinem Rassebestand... die Grundlage jeder politischen und kulturellen Aufwärtsentwicklung ist.“
Nach einem Japanaufenthalt von 1938 bis 1939 veröffentlichte Koellreutter mehrere Abhandlungen über den Staatsaufbau und die politische Entwicklung Japans. Erst in den letzten Jahren des Zweiten Weltkriegs wurde seine Haltung gegenüber dem NS-Regime kritischer, nicht zuletzt, da ein angeheirateter Onkel ins KZ Theresienstadt deportiert worden war. Da sich Koellreutter aus diesem Grund 1944 an den Wiener Gauleiter Baldur von Schirach wandte, kam es zu Ermittlungen gegen Koellreutter, in deren Rahmen er eine Stellungnahme abgeben musste.
Nach dem Ende des Zweiten Weltkriegs wurde Koellreutter 1945 auf Weisung der amerikanischen Militärregierung zunächst amtsenthoben. 1946 wurden in der SBZ 13 seiner in der NS-Zeit entstandenen Werke in die Liste der auszusondernden Literatur aufgenommen, 1948 zusätzlich drei weitere Werke Koellreutters: Der Sinn der Reichstagswahlen vom 14. Sept. 1930 und die Aufgaben der deutschen Staatslehre. (Mohr, Tübingen 1930), Volk und Staat in der Verfassungskrise (Junker und Dünnhaupt, Berlin 1933) und Die Gestaltung der deutschen politischen Einheit. (Schweitzer, München / Berlin / Leipzig 1934), in der DDR 1952 zusätzlich Führung und Verwaltung (Frommann, Jena 1938), Deutsches Verwaltungsrecht (Junker u. Dünnhaupt, Berlin 1938) sowie Das politische Gesicht Japans (Heymann, Berlin 1943).
In einem bayerischen Entnazifizierungs-Verfahren wurde Koellreutter zunächst von einem Vorprüfungsausschuss in Gruppe III (Minderbelastete) eingestuft. Da er die ihm auferlegte zweijährige Bewährungsfrist und eine Geldsühne (die aufgrund der Amtsenthebung als bereits abgegolten gelten sollte) nicht akzeptieren wollte, kam es zu einem Spruchkammerverfahren, in dem Koellreutter nunmehr als Hauptschuldiger unter anderem zu fünf Jahren Arbeitslager verurteilt wurde. Daraufhin wurde er im Juni 1947 inhaftiert und nach 13 Monaten – aufgrund einer Berufung Koellreutters, die schließlich zu einer Einstufung in Gruppe IV (Mitläufer) führte – wieder entlassen. Im darauf folgenden Jahr (1949) wurde auch Koellreutters Amtsenthebung rückgängig gemacht und er mit Bezügen – wegen der mittlerweile erreichten Altersgrenze – in den normalen Ruhestand versetzt; schließlich folgte (1952) auch seine förmliche Emeritierung.
Ab 1950 publizierte Koellreutter wieder, darunter Aufsätze zum Berufsbeamtentum, Verwaltungsrecht und zwei Bücher zum Staatsrecht. Ebenso kommentierte er Entscheidungen des Bundesverfassungsgerichts. Die Aufsätze erschienen vor allem in der Ausbildungszeitschrift Der Jurist, aber auch in angesehenen Fachzeitschriften wie Deutsches Verwaltungsblatt, Die öffentliche Verwaltung und Zeitschrift für Politik; seine Bücher erschienen u. a. in den Verlagen Kohlhammer und Heymann.
Koellreutter engagierte sich als Gutachter für den revanchistischen GB/BHE und als Prozessvertreter für den Allgemeinen Beamtenschutzbund gegen Entnazifizierungsvorschriften und bezeichnete die bayerischen Spruchkammern als „kommunistisch verseucht“.
In der wissenschaftlichen Literatur wurden Koellreutters Nachkriegsschriften, bei gleichzeitiger Ausblendung seiner Vergangenheit, weit überwiegend wohlwollend bis zustimmend aufgenommen; Theodor Maunz lobte Koellreutters „herzerfrischende Deutlichkeit“. Erst seit den 1980er Jahren sind vermehrt „differenzierte“ bis kritische Stimmen zu finden.